# 恋童
恋童（英語：pedophilia）是一種性偏離，亦是年龄偏好的一種。擁有此一偏好的成人或年滿16歲的青少年會長期認為青春期前的兒童擁有相當的性吸引力。根據《精神疾病診斷與統計手冊》第5版修訂版（DSM-5-TR）和《國際疾病分類》第十一次修訂本（ICD-11），若然恋童者為其性興趣作出針對兒童的行動、令其產生負面感受、影響人際關係，那麽就可診斷為患有恋童障碍。
恋童目前成因不明，但其可能是多種因素配合後出現的結果:114、136。科學界普遍視它跟腦部發展與遺傳因子有關。研究者一般把戀童定義中的「青春期前」界定為11歲以下者，或可延至12至13歲者。年齡相近者之間的性行為不是診斷的指標。猥褻兒童者並不等同恋童者，除非當事者認為青春期前的兒童具有相當的性吸引力，或只有兒童才有性吸引力:15-16。
戀童於19世紀末首次被正式認定和命名。自20世纪80年代以來，研究者已針對戀童進行了大量的研究。目前戀童的確切盛行率不明，但估計佔整體人口的1%:22。大部分戀童者為男性，但也有女性擁有戀童的傾向。儘管猥褻兒童者當中的戀童者佔比不明，但約25%至50％經過司法部門判定犯下兒童性罪行的人是戀童者:25-26。不過戀童本身並非實際猥褻兒童的充分因子:172，不少戀童者並不猥褻兒童。有一些治療方法可以減少恋童障碍者猥褻兒童的機會，认知行为疗法便是一例，此外針對高風險人士也可能會使用醋酸甲羥孕酮等藥物來降低性慾:220、236。
西方社會大眾對戀童者存有誤解和污名，此態度亦針對沒有犯罪的戀童者，損害他們的精神健康，有礙有需要者尋求協助，增加猥褻兒童的風險:247-248。此外他們常以恋童這個字詞表示對兒童的任何性興趣或兒童性侵犯，但這種用法卻把「對兒童的性衝動」（思想）和「兒童性侵犯」（行為）混為一談:15-16；而戀童所指的是認為青春期前的兒童擁有相當的性吸引力，其跟戀少年（認為青春期兒童擁有強烈的性吸引力）和戀青少年（對青春期中期和晚期的兒童有着性偏好）等指向未成年人的性偏好亦有區分:10-11。

## 定義及詞源
「pedophilia」一詞來自希臘語：「παῖς，παιδός」（paîs， paidós，兒童）以及「φιλία」（philía，友愛）。1830年代，研究者開始以德語「paedophilie」形容古希臘少年愛。1880年代至1890年代，維也納精神病學家理查德·馮·克拉夫特-埃平提出戀童慾（pedophilia erotica）這個單詞，並成為首位以之形容「長期認為青春期前的兒童擁有相當的性吸引力」的研究者。1895年，「paedophilie」的英語翻譯「pedophily」正式面世。在1945年或以前，研究者甚少使用「pedophilia」一詞。不過到了1950年代，此一用詞開始出現在醫療記錄上，並在隨後30年間為眾多大眾媒體所用。

### 其他年齡偏好
恋童是用於形容某人認為青春期前的兒童擁有相當的性吸引力，或只有其才有性吸引力的想法。戀幼（Infantophilia或Nepiophilia，但後者少見於學術文獻）有時被視為恋童的子类型，用於形容某人認為5歲或以下的兒童擁有相當的性吸引力:14-15。「Nepiophilia」一詞同源於希臘語：（népios，嬰兒或小孩）。戀少年則用於形容某人認為11-14歲的少年擁有相當的性吸引力，或只有其才有性吸引力的想法。戀少年與戀童可以以偏好的體形區分:2，但兩者存有緊密關係:15。除了戀少年外，一些研究者还提出了與戀童有些相似或完全不同的分類名稱，例如戀兒少（Pedohebephilia，包含戀童和戀少年）與戀青少年（Ephebophilia），皆用於代指認為未成年人擁有性吸引力的情況。擁有上述偏好者有時會以「被未成年人吸引的人」（minor-attracted person）統稱。

#### DSM性取向爭議
原本的DSM-5把沒有作任何行動及沒有任何困擾的戀童界定為一種性倾向。此一定義引來了政治爭議，使得美國精神醫學學會發表一則新聞稿，說該些人士擁有戀童性興趣，而非性傾向。
在上述事件中，DSM-5把戀童定為性傾向的做法引起不少博主譴責把「越軌主流化」，並為戀童擁護組織關注。美國精神醫學學會為了回應因DSM-5的措辭而產生的誤解，特地指出：「『性取向』此用語並不能用於恋童障碍的診斷標準。DSM-5的這種用法是錯誤的，應該把其改成『性興趣』⋯⋯事實上本學會認為恋童障碍是『性偏離』的一種，而不認定其為一種『性取向』。此錯誤將在電子版的DSM-5和《精神疾病診斷與統計手冊》的下一印刷版本中糾正。」他們表示強烈支持起訴那些虐待剝削兒童或青少年的人，並「支持繼續發展針對恋童障碍的治療」。

## 特點
根據麥克爾·斯圖（Michael Seto）在2017年發表的綜述，戀童指的是認為3至10歲處於前青春期的兒童有性吸引力的情況——該些對象符合坦納分期的首個階段：
專一型戀童者只認為兒童有性吸引力。而非專一型戀童者則認為兒童和青少年或成人皆有性吸引力，不過他們受成人或兒童吸引的程度因人而異。一些戀童者亦認為11至14歲的兒童擁有性吸引力，即戀少兒者（pedohebephiles）。亦有符合戀少兒條件的人進一步對青少年產生性欲。戀童者當中以偏好異性兒童為主流，但也有偏好同性兒童的情況。截至2018年，專一型與非專一型於戀童者當中的佔比不明:9。此外，也有人認為兒童和成人擁有相同或相似的性吸引力——在概念上如何界定這些人在2017年時尚未解決。而DSM-5-TR則認為需最少認為兩者具有的性吸引力相同，才可界定為戀童。
戀童傾向大多會在青春期初期感受到，此一感受會持續終生，並不為自己選擇。除感受到性吸引外，不少戀童者也稱自己對部分兒童產生戀愛情感。基於上述特質，有一些意見會把其視為一種性倾向，與異性戀或同性戀相似。此一觀點雖得到部分科學家支持，但亦因其成因及相關行為之後果可能跟異性戀等性取向不同，而排除在較嚴格的定義之外。

### 共病和人格特質
有關戀童性罪犯的研究往往顯示他們還存有其他的精神病理和情緒問題，比如抑鬱症和焦慮症。但目前尚不清楚這些精神病理是共病還是社會壓力的結果，它們也可能只跟性犯罪這一事件有關。即使沒有跟兒童存有任何性關係，他們也更有可能感受到壓力和孤獨，產生負面感受，致使他們符合恋童障碍的診斷標準:247。一項文獻綜述亦得出结論，認為戀童者的個性與精神病理研究所使用的研究方法鮮少是正確的，部分可歸因於它們混淆了戀童者和兒童性罪犯，以及難以取得具代表性的戀童者社區樣本。斯圖於2018年指出與沒有求診者相比，從臨床環境中取得的戀童者樣本很可能更受社會壓力及自身偏好困擾，繼使他們出現心理問題的可能性增加。從司法體系中抽取的戀童者樣本亦同樣如是，因可預計他們與其他子集樣本相比，更具反社會性等特徵:58-59。
恋童者對於與兒童的互動感知可能與其他人不同。例如他們有可能把兩者的良好互動視為進一步發展性與戀愛關係的起始。此外由於社會對他們的高度污名，他們可能會視兩者間的性互動在道德上是可以接受的，是為滿足兒童而進行的，忽略了對兒童可能造成的損害。常見於兒童性侵犯者的犯罪支持態度或認知還包括「兒童為性化的存在」、性行為是無法控制的，以及「性權利偏見」（即認为自身擁有這種權利）。雖然該些態度與重犯機會增加有關，但沒有證據證明減少之會否讓機會降低。此外，也有戀童者可能具有支持犯罪的態度，但同時不會侵犯兒童。

### 兒童色情作品
消費兒童色情作品是一種比猥褻兒童更可靠的戀童指標:58，因為後者可由反社会人格障碍者等人士進行。同時人們更傾向選擇符合自身口味的色情作品。儘管一些非戀童者也曾消費兒童色情作品。大多消費兒童色情作品的戀童者因為受自身性偏好影響而消費之，並能從中得到性滿足。只消費兒童色情作品的戀童者比起實際進行兒童性侵犯的較欠反社會性。由於只消費兒童色情作品的戀童者自控能力較佳，他們實際猥褻兒童的風險很低。不過同時擁有過猥褻兒童和消費兒童色情作品歷史的戀童者由於較具反社會性，所以重犯機會較高。但兒童色情作品可用於其他目的，包括與其他收藏家交易，以至給其他遭性誘拐的兒童觀看，培養性奴隸。

## 成因
恋童目前成因不明，但其可能是基因、腦部異常、生活事件等因素配合後出現的結果。科學界普遍視它跟腦部發展與遺傳因子有關。針對戀童性犯罪者的研究顯示，它與13歲之前的腦部受創、非右撇子、身高較矮、產前雄激素暴露有關，但此一結果的有效度薄弱，且因果關係不明。另外也有研究顯示戀童性犯罪者的食指與無名指長度比較高，但連同非右撇子比例較高等發現一樣，其本身便跟整體性犯罪或衝動性增加有關，因此不能下結論說它們跟戀童有關。與非戀童的性犯罪者相比，戀童的性犯罪者認知功能較佳。條件反射不足以成為戀童的單一成因，但其可能是共同促成因子之一，並可能會加強他們性幻想等性表達:127、129。截至2015年，沒有全基因组关联分析找到有關戀童的基因，也沒有研究其成因的表觀遺傳研究。
布蘭查德（Blanchard）、坎托（Cantor）以及羅比肖（Robichaud）於2006年發表了一篇综述，其檢視了多篇關於戀童者激素水平的研究，並得出结論：儘管有一些證據表明男性恋童者的睾酮水平低於控制組，但相关研究的質量較差，而且很難從中得出任何结論。此外，雖然猥褻兒童者有着相對較低的智商，但沒有猥褻兒童歷史的戀童者的智商與健康人群相比沒顯著差異。運用磁共振成像的研究在方法上多存有缺陷，且對象多為性犯罪者，因此難以得出有效結論。但多項研究證實了戀童者的右側杏仁核體積相對較少。不過這也可能只跟性犯罪有關。
從演化學的角度來看，戀童會令人繁衍下一代的機會減少。因此斯圖形容其在人群中保持一定比例的情況是「達爾文主義上的一大謎題」:135-136。其中一個解釋認為它是男性偏愛年輕伴侶的副產物，這點有助於他們更為成功地繁衍下一代。不過根據該一解釋，此一機制有時會失靈，令人偏愛年輕到不能繁殖的伴侶:115-116。另一個解釋則考慮到了戀童者的腦部對於人類以外的動物幼崽、人類幼兒、兒童皆表現出較強烈的反應，推論道它是腦部養育系統過份表達，在心理上把養育之愛和情欲之愛混合而出現的結果。

## 盛行率

### 恋童與猥褻兒童
目前戀童的確切盛行率不明，但估計佔整體人口的1%:22。大部分戀童者為男性，但也有女性擁有戀童的傾向。
恋童此一用詞经常用於表示所有猥褻兒童者，但此一用法遭到研究者們反對，因为許多猥褻兒童者並沒有對青春期前的兒童展現強烈的性欲，所以許多都不能算作戀童。有許多猥褻兒童的動機與戀童無關，例如壓力过大、婚姻問題、没有成年性伴侣、反社會傾向、性欲过高，以及飲用酒精飲料。由於猥褻兒童不能成為犯罪者擁有恋童傾向的指標，所以其能分成兩种不同类型的猥褻兒童犯罪者：戀童和非戀童（或分為情境性和原發性）。儘管猥褻兒童者當中的戀童者佔比不明，但約25%至50％經過司法部門判定的猥褻兒童案例犯人為戀童者:25-26。近亲性虐待罪犯當中少見戀童者:142，特别是父親或繼父為戀童者的情況。
戀童是實際猥褻兒童的風險因子，但其並非充足條件:172，不少戀童者並不猥褻兒童。他們有的因考慮倫理及法律問題而不從事之，也有的能從兒童或成人造型的性愛娃娃、虛構故事及畫作、性幻想、年紀較大的伴侶、涉及真實兒童的非性暴露物品、涉及真實兒童受害者的兒童色情物品獲得足夠的性滿足。截至2018年，受西方社會對戀童存有污名等因素影響，大多有關戀童的研究都使用罪犯或臨床樣本，而这可能不能如实反映一般日常的情況，儘管已有更多以社區樣本為基礎的研究出現:57-59、248。根據斯圖的理論，促使戀童者性侵犯兒童的因素有性慾亢進、偏愛多個性伴侶、情緒問題、反社會人格和信念、欠自我約束能力、濫藥濫酒、機會問題:92-97。除此之外，該些研究主要以WEIRD群體（經過工業化、西方、富裕、民主社會、受過教育的群體）為研究對象，因此研究者對猥褻的文化因素欠了解:110。童年时經歷性虐待可能是戀童者猥褻兒童的風險因子，但此一方面的研究結果存在矛盾:105。人格障礙則會推動他們猥褻兒童。
亞伯（Abel）等人於1985年指出，戀童和非戀童的兒童猥褻者之間有着許大分别。他們指出非戀童的犯罪者傾向於在受到壓力時犯罪、犯罪亦發生得較后期、受害人數較少，且多为家屬；戀童的犯罪者往往在年齡較小的時候就開始犯罪、犯罪的隱蔽性較強、受害人數一般較多，且多为非家屬；他們还会出現支持犯罪的價值觀或信念。大多兒童性騷擾事件沒有呈報給當局。不論戀童與否，猥褻兒童者一般会採用各种各樣的方法去誘使兒童跟自己發生性關係，有些會跟受害者承诺送禮物给他/她，有些則下藥、灌酒，以及以暴力來威脅受害者。

## 研究史
恋童估計自古有之:29，但直到19世纪后期以前一直没有正式的命名、定義，以及研究。戀童慾（pedophilia erotica）這個單詞是由維也納精神病學家理查德·馮·克拉夫特-埃平於1880年代至1890年代提出。許多著者曾在此期間對克拉夫特-埃平的診斷标準進行了預計。這個詞語出現用以形容“針對14歲以下兒童的性侵犯（Violation of Individuals Under the Age of Fourteen）”，克拉夫特-埃平介紹幾種兒童性犯罪者的類型，將他們分為心理病理和非心理病理的起源。
克拉夫特-埃平在其著作《性精神變態》中提到了戀童慾的類型。他寫道，他在他的職業生涯里只遇到了四次病例。他簡要地描述了這些病例，并歸納出三種常見的特點：
1. 患者可能是因為遺傳原因患病；
2. 患者會認為兒童擁有主要的性吸引力，而不是成年人；
3. 患者通常並不與孩子發生性關係，而是與孩子之間有一些不恰當的接觸或者將孩子引導到這種不道德的關係中[68]。

他還提到了幾件有成年婦女的戀童癖案例（由其他醫師提供），同時也認為同性戀者性侵犯兒童的情況較为常見。（但現有證據否定了此一説法）他進一步闡釋了這一點，他認為那些罹患生理或心理疾病而對兒童產生虐待行為的成年人並不是真正的戀童癖。而在這種案例中，受害者往往是青春期少年或更大一點的青少年。隨後他更以接觸兒童性幻覺者（pseudopedophilia）為例來闡釋其中的關係，他表示“那種失去自慰樂趣而轉向對兒童性接觸而獲得快感的成年男性”更為常見。
奧地利精神病学家西格蒙德·弗洛伊德在其1905年著作《性学三论》中將一章節標題命名為“以未性成熟者與動物為性對象（The Sexually immature and Animals as Sexual objects）”。他寫道，純粹的戀童癖極其罕見，其中大多數只是偶爾將青春期前的兒童作為性對象。他認為軟弱的人或具有某種貪欲的人更容易成為戀童癖的慾望對象。
1908年，瑞士神經解剖學家和精神病學家奧古斯特·福勒尔建議將“對兒童的性慾”現象簡寫為“戀童色情（Pederosis）”。與克拉夫特-埃平的研究相似，福勒尓比較了罹患痴呆症或其他腦部器質性疾病患者的偶發性性虐待與真正優先選擇或偶爾獨佔對兒童性慾患者之間的聯繫。然而，他並不同意克拉夫特-埃平結論，他認為那些對兒童擁有主要的性吸引力，或只有兒童才有性吸引力的人是不可糾正或治愈的。
1952年，它被列入到第一版的《精神疾病診斷與統計手冊》。 第一版和第二版的《精神疾病診斷與統計手冊》將戀童癖列為“性慾倒錯”的一個亞種，但是並沒有就此給出診斷標準。期間世界衛生組織出版了ICD-8（1965年），把以前的統稱性越軌細分為多項性偏好，當中包含恋童。在第三版的《精神疾病診斷與統計手冊》中，則對戀童癖進行了詳細闡釋并給出了診斷標準。
而在1987年出版的第三版《精神疾病診斷與統計手冊》修訂版中保留了第三本中對戀童癖的闡釋，但是卻更新了對其診斷的條件，認為戀童偏好需符合多一項條件才能夠診斷：戀童者就其興趣作出行動或受其困擾。到了第四版，則把行動視為符合第一項條件。第四版修訂版的第二項條件回到了第三版的用字。2013年，《精神疾病診斷與統計手冊》第5版把戀童除病化，並為恋童障碍保留DSM-IV-TR的標準。此舉引來了爭議。第5版性偏離章節的其中一位編輯雷·布蘭查德表示，永遠不跟兒童有性關係和接納社會有關規範的戀童者不應視為患有精神疾病。但第5版性偏離章節的線上便覽卻定義只要有危害他人的慾望就可以作診斷，引起混淆。在2010年代，由於互聯網私隱技術的進步，研究者圈子產出了更多以社區樣本為重點的戀童者研究:5、57-59。於2022年生效的ICD-11接納了DSM-5的標準，把戀童除病化。

## 法律與法庭心理學
戀童並非法律上的用語，認为兒童擁有性吸引力亦非違法。戀童者在法律界上有时会非正式地用於代指任何犯有與法定未成年人有關的性罪行的人。相关罪名包括兒童性侵犯、兒童性誘拐、 法定强奸、纏擾未成年人、持有兒童色情作品、以及故意暴露。 英國的虐童調查隊專門從事相關的網絡調查和執法工作。一些法醫學文獻会使用戀童一詞來代指對兒童下手的性罪犯，即使犯罪者不对兒童擁有主要的性偏好。然而美國聯邦調查局特務肯尼斯·蘭寧（Kenneth Lanning）会把戀童者和兒童性侵犯者分开看待，且指出兩者不同之处。

## 社會
西方社會大眾對戀童者存有誤解和污名，此態度亦針對沒有犯罪的戀童者。他們普遍存有刻板印象，認為有關群體十分危險和欠道德觀念，並對他們感到憤怒和恐懼。此一社會態度對他們的精神健康有負面影響，有礙有需要者尋求協助，增加騷擾兒童的風險:247-248。此外，在美國等國家，發表挑戰人們有關戀童信念的研究會受公眾遣責。社會學家梅蘭妮 - 安吉拉·納伊（Melanie-Angela Neuilly）和克里斯汀·佐格（Kristen Zgoba）指出，美國社會對戀童的關注在20世紀90年代大大加劇，因当时發生了幾宗聳人聽聞的性犯罪（但性侵犯兒童率普遍下降）。他們發現在1996年之前，「戀童」這個詞在《紐約時報》和《世界報》中很少出現，1991年更是完全沒有提及。社會對性騷擾兒童的態度也同樣十分負面，有些調查甚至指出大眾認為其在道德上比謀殺更坏。到了2020年代，西方的社會保守主義者變得開始擔心「戀童正常化」。

### 誤用
「戀童」和「戀童者」通常非正式地用於表示某名成年人對处於青春期或青春期後的青少年擁有性興趣，但这种情況下使用「戀青少年」和「戀少年」可能会較準確。這種情況在馬克·福利（Mark Foley）案中更是如此， 當時大多數美國媒體把福利形容成恋童者，繼使《Slate》雜誌的大衛·塔勒（David Tuller）对外澄清福利不是戀童者，而是戀青少年者。
大眾亦常把戀童直接用於代指「猥褻兒童」本身，但相比戀童的医学定義，其明顯顯得过於广泛——戀童的医学定義是指年長的成人長期認為青春期前的兒童擁有相當的性吸引力，或只有兒童才有性吸引力。另外还有一些情況大眾会誤用戀童此一用詞，比如達至法定年齡的年輕人與过於年老的人结成伴侣的情況。研究者指出以上用例皆不精確，並要求大眾最好避免如此使用恋童此一字眼。马约诊所亦指出戀童並非法律上的用語。

### 擁護團體
幾个戀童擁護團體在20世紀50年代末到90年代初主張最低合法性交年齡應降低至他們認为合理的标準，甚至認为年齡限制理應廢除，他們亦要求兒童色情作品合法化。戀童擁護團體的努力沒有獲得公眾的支持，而現今沒有解散的少數戀童擁護團體的會員極少，且只能通過幾個網站進行相关活動。

### 支援小組
部分國家出現了戀童者的支援小組。它們部分希望促使戀童者於將來不會犯下任何性罪行，有的還希望讓專業人士及公眾更了解這個群體。由戀童者自發建立的支援小組Virtuous Pedophiles認為性侵犯兒童是一种錯誤的行为。成立於馬里蘭的支援小組B4U-ACT由精神健康相關從業者和「被未成年人吸引的人」組成，其希望專業人士及公眾更了解這個群體，及讓該人群守法，本身對成人和兒童間的性關係沒有官方立場:241。德國的Dunkelfeld計劃為沒有犯下性罪行但受有關偏好所困的戀童者提供門診服務:250。

### 反對行動
反戀童行動的反对內容有很多，包括反對戀童者、反對戀童擁護團體，以及反對被視為與戀童有關的現象，比如兒童色情作品和兒童猥褻。大部分分類為反戀童的直接行動都会涉及對性犯罪者的示威、反對戀童擁護團體提倡成人和兒童之間性活動合法化，以及反對向未成年人徵求性行為的互聯網用戶。
媒體對戀童的高度關注会導致大眾出現道德恐慌，特別是與撒旦儀式和日間托兒有關的戀童事件被报導出來以后。有報導指出部分私刑殺害是為了回應公眾對被定罪或懷疑兒童性侵犯罪犯的關注。2000年的英國媒體曾宣傳「點名羞辱」懷疑戀童者，结果數以百計的居民紛紛上街抗議和指責疑似戀童者，最終相关抗議行動升级為需要警方介入的暴力行為。

## 恋童障碍

### DSM及ICD
《精神疾病診斷與統計手冊》第5版修訂版（DSM-5-TR）和《國際疾病分類》第十一次修訂本（ICD-11）區分了恋童跟恋童障碍兩者，指只要恋童者不為其性興趣作出作出針對兒童的行動、令其產生負面感受、影響人際關係，那就不能診斷為恋童障碍。修訂版指出：「恋童障碍的診斷標準同時適用於願意或不願意透露自己擁有這種性偏離的人，只要存有客觀證據。」手冊的第5版概述了用於診斷這種疾病的具體標準，包括「在至少6個月的時間內，頻繁而強烈地喚起性的興趣，如性幻想、性慾望或性行為，對象為青春期前的兒童（一般年齡在13歲或以下）」、「個人針對這些欲望採取了行動，或性慾、性幻想引發了顯而易見的痛苦或者人際困難」以及「個人年齡至少16歲，並且比首條中的兒童至少大5歲。」但青春期晚期的青少年与12、13岁儿童发生持续性关系的案例不在此列。其還可根據「該人所偏愛的對象的性別」、「只對近親兒童擁有衝動或行為」、「是否只偏愛兒童」來作細緻診斷。
ICD-11把恋童障碍的特徵定義為「存在一種針對青春前兒童的持續、集中而強烈的性喚起模式，表現持續的性想法、幻想、渴望或行為」。它同時指出若要對恋童障碍作出診斷，「個體將此類性想法、幻想或衝動付諸行動或因此感受到明顯的痛苦」。此一標準不適用於「青春期前後年紀相仿的兒童之間的性喚起和相關行為」。
研究者會把恋童區分為專一型和非專一型。專一型只對青春期前的儿童產生性興趣。而非專一型則同時對青春期前的儿童及其他年齡層的人產生性興趣:4。此一分類有助風險評估和提供合適協助:4。
不論DSM還是ICD，都不會只依據「和青春期前的儿童實際發生性關係與否」來作診斷。受診者的幻想或性慾是恋童障碍的必要但非充分條件。另一方面没有对其欲望感到困擾的但有相關行為的人亦可符合診斷標準。「行动」的定義也不只限於實際的性行為，有時還包括露體、偷窺、性摩擦行為。診斷者在臨床診斷時需判斷這些行為的背後意義；當受診者處於青春期後期時亦同樣需考慮「年齡差異」這一要點。DSM-5-TR並不把觀看兒童色情製品視為診斷標準所指的「行動」，此舉受到斯圖批評，認為其忽視了這行為對兒童的損害，並建議未來的DSM可考慮在標準B區分模擬兒童色情和涉及真實兒童的兒童色情。ICD-11的標準可解讀成把觀看兒童色情製品視為「行動」。

#### 对診斷标準的質疑
DSM-5的標準已得到研究者批評，批評點有其沒有理會人的發展階段、把戀童形容為性取向、沒有測量標準的信度和效度、沒有訂立「完全緩解」指標。
DSM-5對青春期前的定義為錯誤——它定義青春期前的兒童為13歲以下者，但性學家雷·布蘭查德已表明「青春期前的兒童一般為11至12歲或以下者」，並在DSM-5起草時提出了適用於所有性偏離的診斷方案，以此區分性偏離和性偏離障碍。若受診者符合標準1和2，則可診斷成患有性偏離障碍；若只符合標準1，則只可確定其擁有性偏離現象。布蘭查德和另外幾位研究者同時建議把戀少年障碍纳入DSM-5中，成为可診斷的精神障礙，並跟恋童障碍結合，解決戀童和戀少年之間的年龄重疊，但認為應區分受診者所偏愛的年齡範圍。後者受到廣泛批評，最終美國精神醫學學會拒絕了他們針對戀少年的建議，但卻接纳了性偏離障碍和性偏離的區分。
精神病學家弗雷德·S·柏林（Fred S. Berlin）批評DSM-5「採取行動」的定義過於含糊，令產生性幻想，然後自慰的行為和實際接觸兒童皆符合行動的定義。並指其較欠探討戀童者所面對的心理困擾。此外他認為兒童色情作品不應作為診斷的指標，因他們實際與兒童有性接觸的機會很低，而且受警方調查的兒童色情作品觀看者大多沒有與家中的未成年人有性接觸。DSM-5為其他性偏離障碍設立「完全緩解」指標，唯獨恋童障碍沒有。皮爾·布里肯（Peer Briken）等人認為DSM-5不應在沒有證據的情況下表明戀童持續終生，且不應把以性為重點的性興趣稱為含有愛戀成分的性取向。
奥多诺休（O'Donohue）建議把DSM的診斷標準簡化成只需確定「認為兒童擁有性吸引力」就行，因为其可经由實驗、自我報稱以及過去的行為判定。他指出任何認為兒童擁有性吸引力的想法都是病態的，受其困擾與否根本無關緊要，並指出「這種想法有可能對他人構成極大損害，也不符合個人的最大利益。

### 治療
目前無證據證明恋童是能夠改變的:209，安娜·康拉德（Anna Konrad）等研究者批評此一目標毫無可行性。現時大多數的治療方案都聚焦於幫助恋童障碍者避免為他們的欲望犯下罪行:209。儘管一些治療方法宣稱能夠改變恋童偏好，但迄今仍没研究證明其能長期地改變一個人的性偏好。性學家麥克爾·斯圖指出，任何嘗試改變成年人戀童偏好的療法都不太可能成功，因為它的發展受到產前因素影響。約翰·霍普金斯性障礙診所的創始人弗雷德·柏林認為，戀童是繼同性戀或異性戀之后最難改變的性偏好。但是可幫助恋童障礙者控制自己的行為、讓他們接受自己、控制共病及精神問題。
恋童障碍治療效果的研究局限於幾個常見的因素。大多研究不隨机分配治疗组和控制组的研究樣本，但隨機分配的研究具潛在倫理問題。研究者會因為拒絕或退出治療的罪犯的犯罪風險較高，而把他們從已治疗组排除，但不排除已拒絕研究或退出對照組的对象，使得已治療組受到偏袒，並令结果不可信。截至2024年，有關沒犯過罪的戀童者治療效果仍然缺乏研究。

#### 认知行为治療
认知行为疗法旨在使接受治療的性犯罪者出現不利于兒童的態度、信念和行為的可能性降低。其內容因治疗師而異，但典型的治疗方案一般會嘗試提升接受治療者的自我控制能力、社會能力和同情心，並以認知重構此一过程去改變接受治療者对跟兒童發生性行為的看法。這疗法最常见的形式就是再犯預防，其旨在根據用於治療成癮症的原則，教導患者來識別和應對潛在的危險情況:204、215。慈悲聚焦治療則從认知行为疗法的基礎上衍生。與大多认知行为疗法相比，它更專門应对該些因各種原因感到恥辱的人士，旨在增強患者的慈悲感，提升他們的福祉和親社會性。
认知行为治療有效治療成年性犯罪者，減低重犯機會:204、215。它是北美最常見的性犯罪者心理療法:215。建基於風險-需求-響應模型的認知行為療法效果一般較佳:213、215。一篇2020年的系統綜述肯定了认知行为疗法對兒童性侵犯者的治療效果，並表示治療師應在尊重受治療者私隱的情況下施行之。初步證據顯示，慈悲聚焦治療能減少受治療者的恥辱感及改變自身的行為。

#### 行為介入治療
行为治疗的目的在於壓制对兒童的性興奮。其以「饜足和嫌惡」技巧來壓制對兒童的性興奮，並以自慰再制約法去增加对成人的性興奋。行為治療對性罪犯的性興奮模式有所影響:128-129。但是不知道这代表的是什麼：不論性興趣的改變，還是測試過程中控制生殖器興奮能力的變化都有可能導致這種效果。而其長期效果亦仍待研究:128-129。在單獨施行時，它不是治療戀童性罪犯的有效方法:235-236。應用行為分析則在患有精神障礙的性犯罪者当中有所應用。

#### 性欲降低治療
藥物介入措施一般用於降低恋童障碍者的性欲，從而減輕其对兒童的性興趣，但这並不能使恋童障碍者不再恋童。儘管有關藥物治療的研究存在偏誤，但現有證據顯示其適用於治療性犯罪者:236，特別是較高風險人士。抗雄激素通過干擾睾酮的活性而起作用。而醋酸环丙孕酮和醋酸甲羟孕酮是最常應用於相關治療的抗雄激素。儘管現有一定證據支持抗雄激素的療效，但高質量研究仍然欠奉。現时已有有力的證據支持醋酸环丙孕酮對降低性欲的效果，醋酸甲羟孕酮的療效證據則不一致:216-217，在臨床上後者只能減少性幻想。
像亮丙瑞林般的促性腺素激素类似物亦同樣可以降低性欲，但其作用时間較長，副作用亦較少:220。長期使用促性腺素激素类似物和抗雄激素的後果仍然未知:219。這些替代藥物的療效證據更為有限，且相關證據多基於非盲實驗和案例研究。上述治療一般統稱作化学阉割。應對較高風險人士時，化学阉割常與認知行為治療一同併用。這些藥物具有的潛在副作用包括體重增加、乳房發育、肝臟損害，以及骨質疏鬆。
手術閹割在歷史上曾用於使戀童者的睾酮水平降低，繼而達至減少性慾的目的。但當降低睾酮水平的藥理學方法出現時，其已在很大程度上顯得过时。因為化学阉割具有跟手術閹割同樣的效果，且侵害性較小。但它仍偶爾出現於德國、捷克共和國、瑞士，以及美國数个州份。非隨機抽样的研究指出其能減少性罪犯再犯的機會。性犯罪者治療學會对手術閹割持反对態度，而欧洲委员会則致力於禁止部分仍在實行手術閹割的東歐國家繼續進行之。截至2024年，沒有證據證明兒童性愛娃娃能幫戀童者控制性慾。

### 預防性拘留
美國在經歷堪薩斯訴亨德里克斯一案後，被診斷患有某些精神障礙的性犯罪者可因某些州的法律，而遭到無限期的預防性拘留，特別是戀童障碍（此法及後一般稱為《高危險連續性罪犯法案》）。2006年通過的《亞當·華爾斯兒童保護安全法案》則把以上法例扩展至全美國。加拿大也有類似的法規。
美國最高法院在堪薩斯訴亨德里克斯案中支持把《堪薩斯法》（后來稱为《高危險連續性罪犯法案》）列為憲法。使得被認定为「精神異常」的戀童者亨德里克斯（Hendricks）遭到無限期的預防性拘留，不論州政府有否为擁有者提供治疗。在美國政府訴康斯托克一案中，美國法院判定被定罪为「持有兒童色情作品」的人亦同樣適用此法，並把此法扩展至全美國，改稱为亞當˙華爾斯兒童保護安全法案。華爾斯法案的適用对象並不只有已定罪者；所有囚犯皆適用於此法規。
美國的戀童罪犯比其他罪犯更易遭到預防性拘留。大约有一半遭到預防性拘留的罪犯確診為戀童障碍。精神科医师邁克爾·史密斯（Michael First）寫道：「既然不是所有性偏離人士都难以控制自己的行为，那麼進行診斷的医师就必須提供額外的證據去證明有預防性拘留的必要，不是僅基於戀童本身。」

## 延伸閲讀
- LeVay, Simon. . . Columbia University Press. 2023: 163–177. ISBN 978-0231204507. JSTOR 10.7312/leva20450. doi:10.7312/leva20450.
- Malón, Agustín. . Earp, Brian D.; Chambers, Clare; Watson, Lori  (编). . Routledge. 2022: 468–483. ISBN 978-1032261010. S2CID 248353996. doi:10.4324/9781003286523-39.
- Walker, Allyn. . University of California Press. 2021. ISBN 978-0520306363. JSTOR j.ctv1r2xxkp. S2CID 242592265. doi:10.2307/j.ctv1r2xxkp.
- Harkins, Gillian. . Duke University Press. 2020. ISBN 978-1478008118. JSTOR j.ctv1220q2b. doi:10.2307/j.ctv1220q2b.
- Berlin, Fred S. . . John Wiley & Sons: 882–885. 2015. ISBN 978-1405190060. doi:10.1002/9781118896877.wbiehs337.
- Bering, Jesse. . Scientific American. 2013. ISBN 978-0374230890. S2CID 149745029.